# Liste du patrimoine mondial au Nicaragua
Cet article recense les sites inscrits au patrimoine mondial au Nicaragua.

## Statistiques
Le Nicaragua accepte la Convention pour la protection du patrimoine mondial, culturel et naturel le 17 décembre 1979. Le premier site protégé est inscrit en 2000.
En 2013, le Nicaragua compte 2 sites inscrits au patrimoine mondial, culturels. 
Le pays a également soumis 5 sites à la liste indicative, 3 naturels et 2 mixtes.

## Listes

### Patrimoine mondial
Les sites suivants sont inscrits au patrimoine mondial.
| Site                 | Département | Type                  | Date | Superficie (ha) | Lien | Notes | Coordonnées                         | Illus. |
| -------------------- | ----------- | --------------------- | ---- | --------------- | ---- | ----- | ----------------------------------- | ------ |
| Cathédrale de León   | León        | Culturel, (ii), (iv)  | 2011 | 0,77            | 1236 |       | 12° 26′ 06″ nord, 86° 52′ 41″ ouest |        |
| Ruines de León Viejo | León        | Culturel, (iii), (iv) | 2000 | 32              | 613  |       | 12° 24′ 00″ nord, 86° 37′ 02″ ouest |        |

### Liste indicative
Les sites suivants sont inscrits sur la liste indicative du pays en 2023.
| Site                                          | Département                                | Type    | Date | Lien | Notes                                                                                                   | Coordonnées                         | Illus. |
| --------------------------------------------- | ------------------------------------------ | ------- | ---- | ---- | --- | ----------------------------------- | ------ |
| Forteresse de l'Immaculée-Conception (es)     | Río San Juan                               | Mixte   | 1995 | 484  | Inscrit sous le nom « Fortress of the immaculate Conception ».                                          | 11° 01′ 08″ nord, 84° 23′ 46″ ouest |        |
| Parc national du volcan Masaya (es)           | Masaya                                     | Naturel | 1995 | 487  | Inscrit sous le nom « Volcan Masaya National Park ».                                                    | 11° 57′ nord, 86° 09′ ouest         |        |
| Réserve naturelle de Bosawás                  | Côte caraïbe nord, Jinotega, Nueva Segovia | Naturel | 1995 | 486  | Inscrit sous le nom « The Natural Reserve "Bosawas" ». Réseve de biosphère reconnue en 1997.            | 14° nord, 85° ouest                 |        |
| Réserve naturelle des Cayos Miskitos          | Côte caraïbe nord                          | Naturel | 1995 | 485  | Inscrit sous le nom « The Natural Reserve "Miskitos Keys" ». L'archipel est un site Ramsar depuis 2001. | 14° 22′ 59″ nord, 82° 45′ 58″ ouest |        |
| Ville de Granada et son environnement naturel | Granada                                    | Mixte   | 2003 | 1819 | Inscrit sous le nom « City of Granada and its natural environment ».                                    | 11° 55′ 59″ nord, 85° 57′ 00″ ouest |        |